# Kehidakustány
Kehidakustány es un pueblo ubicado en el condado de Zala, Hungría.

## Superficie
Posee una superficie de 19,75 kilómetros cuadrados.

## Demografía
Hasta 2021 la población era de 1293 habitantes, con una densidad de población de 65,46 habitantes por kilómetro cuadrado. En 2011 el 75,3% de la población estaba conformada por húngaros y la religión predominante era el catolicismo.